# Filmotecário
Filmotecário é o profissional de televisão responsável pela guarda e localização de filmes cinematográficos e videotapes a serem utilizados na produção de programas. Tem também como função manter em ordem o fichário para uso imediato dos produtores.